# アイエフ放送局
インターネットラジオ アイエフ放送局（インターネットラジオ アイエフほうそうきょく）は2004年9月13日から2007年12月17日まで音泉・BEWEで配信されていたオリジナルインターネットラジオ番組。パーソナリティは声優の名塚佳織、パートナーには不定期でオトメくんが出演していた。かつては「名塚佳織のかもさん學園」と隔週で配信されていた。

## 番組概要
- 2004年8月30日にプレ放送、同年9月13日から本放送を開始。以前（#1 - #22まで）は「インターネットラジオ 名塚佳織のアイエフメイト放送局」だったが#23からは現在のタイトルに変更。
- 『アイエフ』とは「アイディアファクトリー株式会社」から「i」と「f」の頭文字を取ったものである。
- 番組タイトルコール時はその週に取り上げるアイエフゲームのタイトルが副題（毎週変わる）としてついてくる（例：「インターネットラジオ アイエフ放送局 REC☆ドキドキ声優パラダイス☆」）。
- 「saku saku」をイメージとした番組テイストになっており、パーソナリティが各々木村カエラ、増田ジゴロウ（黒幕）、ペパー（いずれも#23当時）に相当している。
- 演出上、オトメくん=やまけんという扱いにしていないため自身のことを話す時は「中の人」とやまけんが表現をしている。
- （同じ音泉内で名塚が担当する『名塚佳織のかもさん學園』と比べて）メールが少ないとの理由から、名塚のサイン入りポラロイドを、メールが読まれたリスナーにプレゼントしていた時期がある。

## パーソナリティ
- 名塚佳織（なづかかおり）

この番組のメインパーソナリティ。アフレコの現場に行くと実年齢（当時21歳）に見られずに25歳くらいに見られたことがあった（#56・2006年11月13日配信分）ほど、オヤジ臭くなっている。最近はお酒の話をたまにしている。

### その他の出演者
- オトメくん（やまけん）

名塚を支えるパートナー的存在。名前の由来は女性向けゲームのブランド、オトメイトから。
キャラクター上、あくまで「中の人」であるためやまけんは逢えて顔出しはしていない。ただし、音泉サイト上では人形で代物登場をしていたことがあった。名塚やPatrick、女性ゲストには時々セクハラすれすれの発言をしたり、危ない発言をして銃声（いわゆる『バキューン』と呼ばれる音）による自主規制をすることがある。危ない発言には、ディズニー絡みのものがあった。
最近は他の仕事の会議や締め切りに追われたりなどの理由で番組を欠席することが増えてきた。
これまでの欠席
#35、37（体調不良）、#47、#66、#72、#73（臨時重役会議）、#55、#62、#74 - 79（多忙・理由不明）、#57、#63（締め切りに追われていたため）、#78（途中退室）
- オトメくんZ（是空とおる）

#65（2007年3月26日配信分）初登場。Zは「是空」（ぜくう）の頭文字から。
#76（同年8月27日配信分）ではオトメくん不在のため久々に代役として登場した。
- 日高殖充（ひだかしげよし）

タブリエのディレクター。基本的に「アイエフインフォメーション」のみ登場。
- Patrick（パトリック）

アイディアファクトリーの女性広報。「アイエフインフォメーション」のコーナーに登場。かなり美人らしい。オトメくん同様、音泉サイト上の画像には顔出しはしていない。していない理由としてはオトメくんがパトリックのことを気に入っているのか死守しているらしく、オトメくんの承諾を得られないと画像に登場させてもらえないらしい。名塚曰く、「みんなが見たいという多大なコールがあればちょっと出すかもしれない」とのこと。名塚曰く（設定・演出上は）水着でスタジオに入ってきてくれたり、うさみみの格好をしたりしているらしい（#55（2006年10月30日配信分））。
2006年11月13日から「裏アイエフ放送局」（「アイエフ放送局特別ページ」内コンテンツ）で「アイエフ放送局」に関する裏話をブログ形式で公開していたが、2006年12月25日配信分を最後に出演していない上、「裏アイエフ放送局」の日記も更新されていないまま番組終了となった（サイト内によれば内容をより充実させる為にリニューアルを予定しているということになっているが、度々欠席しているオトメくんの事情説明はされているにもかかわらずパトリックの事情説明はなかった）。
- 神様（かみさま：本名不明）

「KOCのコーナー」と「アイエフインフォメーション」のみ登場する男性ディレクター。
音声を変えて稀に登場するバイオレンスオトメじゃっくくん（#58/2006.12.11他）は神様かと思われる。
2006年12月11日配信分で名塚から出された早口言葉を噛んでしまい「かむ様」と呼ばれてしまった。
2006年12月25日付「裏アイエフ放送局」に初登場のコメントを残した。
- 神様見習い1号（本名不明）

アイディアファクトリーの男性社員。番組上では神様の見習いとして#75（2007年8月13日配信分）の「アイエフインフォメーション」に初登場した。
落ち着いた雰囲気でインフォメーションのゲーム告知をするが、時たま（#75、76）噛む事があり、それを名塚と神様にいじられることがある。

## 配信曜日など
- 配信：2004年9月13日 - 2007年12月17日（全84回）
- 配信曜日：隔週月曜日（音泉（「かもさん學園」と交互に配信中））
- スポンサー：IDEA FACTORY株式会社、株式会社COSPA

## コーナー
- ふつおた

普通のお便り
- アイエフ作文（#38（2006年3月6日） - ）

あいうえお作文を作る典型的な大喜利系コーナー。お題は毎回変わる（『オープニング／エンディングBGM』の項参照）
- アイエフインフォメーション

「アイエフ」関連ゲームの発売情報などを日高が伝える。名塚はゲームに関する質問を3つ程相手に質問する。
出張で欠席の場合はPatrick（パトリック）という女性が宣伝をお知らせしたこともあった。
- KOCのコーナー（#1 - #22までは「KOCのコーナー（仮）」）

神様から出されるミッションを名塚がクリアしていくコーナー（ミッションに失敗すると罰ゲーム）。「KOC」に関する質問なども募集（#23 - ）。
#60から『かもさんチャレンジしちゃうぞのコーナー略して「KOC」のコーナー?』（KamOsan Challenge shichauzo）とタイトルコールをしている。
最近はゲーム挑戦前に神様に早口言葉を言わせるミニコーナーがある。
#1 - #22まではKOC（Kingdom of Chaos）の掲示板で書き込まれた書き込み内容の紹介や「KOC」の内容に関する質問をしていた。
このコーナーでは謎の人物、神様（音泉サイト上での顔出しはしていない本名不明の男性）が登場する（#48 - #50は登場せず日高が代役担当）。
このコーナーでオトメくんが「佳織のおっぱいCカップ」（=KOC）と名塚を度々弄っている。

### オープニング・エンディングBGM
※OP・ED共にアイエフメイト関連のBGM
※（）内はその週の副題タイトルを使ったナンバー／「アイエフ作文」に使用された〈#〉とお題
- 「スペクトラル VS ジェネレーション」（#38,#39,#42／スペクトラル）
- 「イーディス メモリーズ〜新天魔界 GOC V〜」（#40）
- 「SAMURAI 7」（#41／KOC）
- 「緋色の欠片」（#43 - #46／緋色,欠片,たまき,エリス）
- 「あそびにいくヨ! 〜ちきゅうぴんちのこんやくせんげん〜」（＃47）
- 「スペクトラル VS ジェネレーション」（#42,#48）
- 「カオスウォ〜ズ」（#49 - #53／カオス,ウォ〜ズ,兵真,雫,無道院,リィン）
- 「REC☆ドキドキ声優パラダイス☆」（#54,55／レック,恩田赤）
- 「仔羊捕獲ケーカク!スイートボーイズライフ」（#56,57／仔羊,桜野）
- 「ミストオブカオス」（#58 - 60,#63 - 65／ミスト,アデス,ルーシュ,カムイ,MOC,ゼディン）
- 「緋色の欠片 〜あの空の下で〜」（#61,62／緋色,欠片）
- 「アブソリュート ブレイジング インフィニティ」(Absolute Blazing Infinity)（#65／〈#66〉ジャドウ）
- 「ローグ ハーツ ダンジョン」(Rogue HEARTS DANJON)（#66,67／〈#67〉ローグ（ロオグ）,〈#68〉ハーツ,〈#69〉ひほう,〈#70〉めいきゅう）
- 「翡翠の雫 緋色の欠片2」（#70,71／〈#71〉翡翠（ひすい）,〈#72〉雫（しずく）,〈#73〉晶（あきら））
- 「妖鬼姫伝 〜あやかし幻灯話〜」（#73 - 75／〈#74〉月夜（つきよ - 天宮月夜）,〈#75〉緋原（ひばら - 緋原龍一）,〈#76〉千歳（ちとせ - 柊千歳））
- 「ウィル・オ・ウィスプ」（#76／〈#77〉ウィル（「ウイル」可）,〈#78〉エミリ,〈#79〉ルディ（「ルデイ」可））
- 「THE FROGMANSHOW DS だって、しょうがないじゃない。」（#79／〈#80〉吉田（悪の秘密結社 鷹の爪団の吉田くん）,〈#81〉コフィー（「コフイ」可/前方後円墳女子高生コフィー）,〈#82〉上田（古墳ギャルのコフィーよりコフィーのペット））
- 「スペクトラルジーン」（#82,83／〈#83〉モーリア（「モリア」でも可/エムニート三姫長女））

## 終了したコーナー
- Iのfろん!!

抽象的なお題をとっさの思いつきで表現しちゃう大喜利的コーナー。お題がブースにいるスタッフから3つ出される
- ラジオドラマ

現行：「探偵 相楽恭一郎 洋上の推理合戦!」（#34 - #?）
過去のラジオドラマ
「蒼のままで」のCDドラマ『神隠しにいらっしゃい!』（#? - #?）
CDドラマ『破滅のマルス』（#15 - #22）
「星の降る刻」のドラマ『禁断のAnother Door』（#23 - #31）
「ブレイジング ソウルズ」ドラマCD　『ゲームになったよ ブレイジング ソウルズ』（#32,#33）
- 乙女のハートをつかまえて

オトメくんが出したお題に沿って乙女の心を鷲掴みにさせるしびれる一言をリスナーに募集。名塚とゲストで対決し、判定は乙女の心を持つオトメくんをしびれさせた方が勝者。敗者には罰ゲームだった（ゲストの少なさが響いたのかこのコーナーは自然消滅してしまった）
- 新コーナーを募集しちゃうぞ（#35 - #?）

## 放送概要
- #20で「プゲラ」（2ch用語）がオトメくん（中の人）が言い出して一時期多用された。それ以降も2ch用語の言葉をオトメくんが度々発言していることがある。
- #23（2005年8月1日）の配信分から「アイエフメイト放送局」から「アイエフ放送局」に変更。合わせて番組のタイトルロゴも一新された。
- プチリニューアルに伴い#23からボイスチェンジャーで声を隠した（生後3か月ちょっとという設定の）オトメくん（=やまけん）が名塚のアシスタントとして登場。尚、番組上ではオトメくん=やまけんではないことになっている。
- オープニングの挨拶は「かもーっす」、エンディングの挨拶は「おつかもさまでした」で『かも學』同様で締められている
- 「乙女のハート―」でお題は当面の間は「夏」。初回はまだお便りが無い為、名塚とゲストの伊東隼人と一緒に自分でセリフを考えた。敗者は名塚で初回の罰ゲームは輪ゴムでパッチンさせるものだった。かなり赤くなったらしい（#23）
- 2005年8月15日配信分の「乙女のハート-」罰ゲームはまだ命に関わらない痺れマシーンがまだ用意できてなかったため、痺れる演技をしてもらうという罰ゲームを名塚が演じたが演技は下手だった（#24）
- 名塚が親不知を抜いた為、トークの際はなるべく笑わないようにしていたのに結局オトメくんが意地悪で笑わせる。名塚曰く「血がドバっと出る」と何度も連呼（#25・2005年8月29日配信分）。その後も#27（2005年9月26日）にはものもらい（右側の目尻の方と真ん中に各1箇所）、#28（2005年10月10日）には喘息と何かと体調を崩し気味になっている
- #27（9月26日配信分）のオープニングで2人がテンション低めな理由を朝10時収録だからという事をオトメくんが明かした。これは前日の東京ゲームショー2005（9月18日）があったため
- #24以来のゲスト（藍川千尋）が出演したため「乙女のハート-」が行われた。結果は名塚の負け。「今まで一番恥ずかしいと思ったオヤジギャグ」を言わされた。悩んだ挙句出たダジャレが「ふとんがふっとんだ」だった（#30）
- 「乙女のハートを-」の本来の趣旨である対決コーナーに久々のゲスト（菅沼久義）が登場したが結果は名塚の負け。ちなみに痺れるセリフは菅沼が「このまま君をさらってしまいたい」、名塚が「君のハートにズームイン!!」だった。罰ゲームは敗者は勝者に鉛筆を使って指と指の間にテンポよく突かれてもらう（但し芯の部分では本当に痛いため裏の消しゴム部分を使った）。ちなみに名塚は菅沼とは初対面（#32）
- オトメくんが臨時重役会議で欠席した週は変わってオトメくんレディー（=パトリック。設定は生後9か月くらいとなっている）がボイスチェンジャーをして登場した（#47・2006年7月10日）
- 2006年11月13日からオープンしたPatrickが担当するブログ裏アイエフ放送局を毎週更新。しかし、Patrickが出演しなくなってからは更新されていない。
- 2007年11月19日配信分（#82）のエンディングで12月17日配信分をもって最終回であることが発表された。

## ゲスト
2004年
- #2 (9.27) 神田朱未
- #3 (10.11) 小松里賀（現・小松里歌）
- #4 (10.25) 磯村知美・島涼香
- #8 (12.20) 那須めぐみ・大川千帆

2005年
- #10 (1.31) 新川龍典（「月は切り裂く〜探偵 相楽恭一郎〜」の相楽役）
- #11 (2.14) クラタユウキ
- #15 (4.11) 川淵由香里
- #16 (4.25) 相沢あすか
- #17 (5. 9) 茅原実里
- #18 (5.23) 中山恵里奈

※#20（6.20）#21（7. 4）にはやまけんが初登場、後の「アイエフ放送局」の番組スタイルに
- #22 (7.18) 神様（スタッフ）
- #23 (8. 1) 伊東隼人
- #24 (8.15) 古島清孝
- #30 (11. 7) 藍川千尋
- #32 (12. 5) 菅沼久義

2006年
- #37 (2.20) 川淵由香里・高橋あみか
- #45 (6.12) 池崎リョウ・磯村知美
- #55 (10.30) 酒井香奈子
- #57 (11.27) iyiyim（vivi・ko-suke）

2007年
- #83 (12. 3) HeinrichVonOfterdingen(ハインリヒフォンオフタァディンゲン)（杉浦勇紀・miqui(ミクイ)）

※「仔羊捕獲ケーカク!スイートボーイズライフ」の主題歌を担当。Iyiymは「イーム」と読み、トルコ語で「私は元気です」の意